# Hyalurga rufilinea
Hyalurga rufilinea là một loài bướm đêm thuộc phân họ Arctiinae, họ Erebidae.